# 海滨圣路济亚圣殿

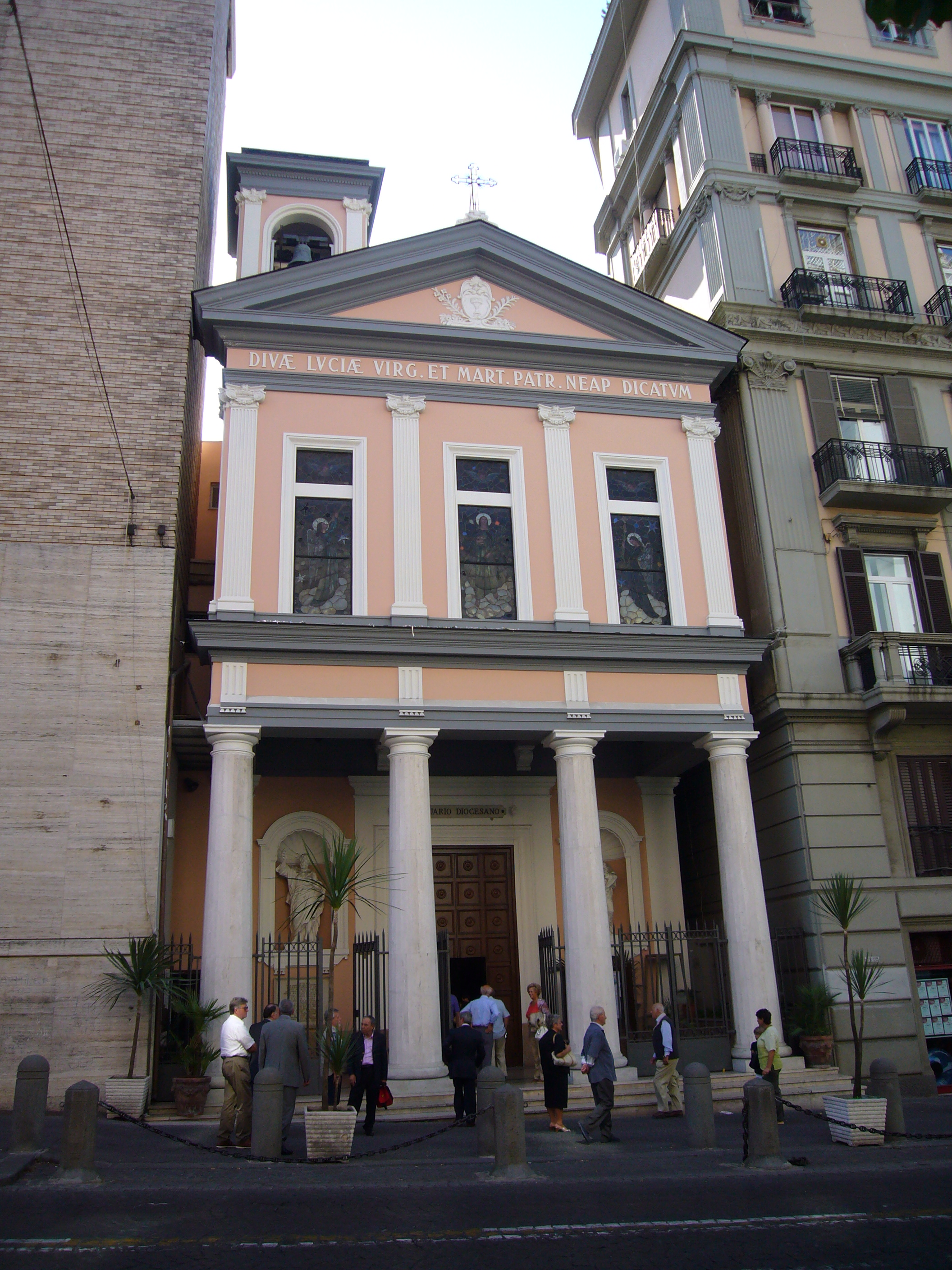
立面

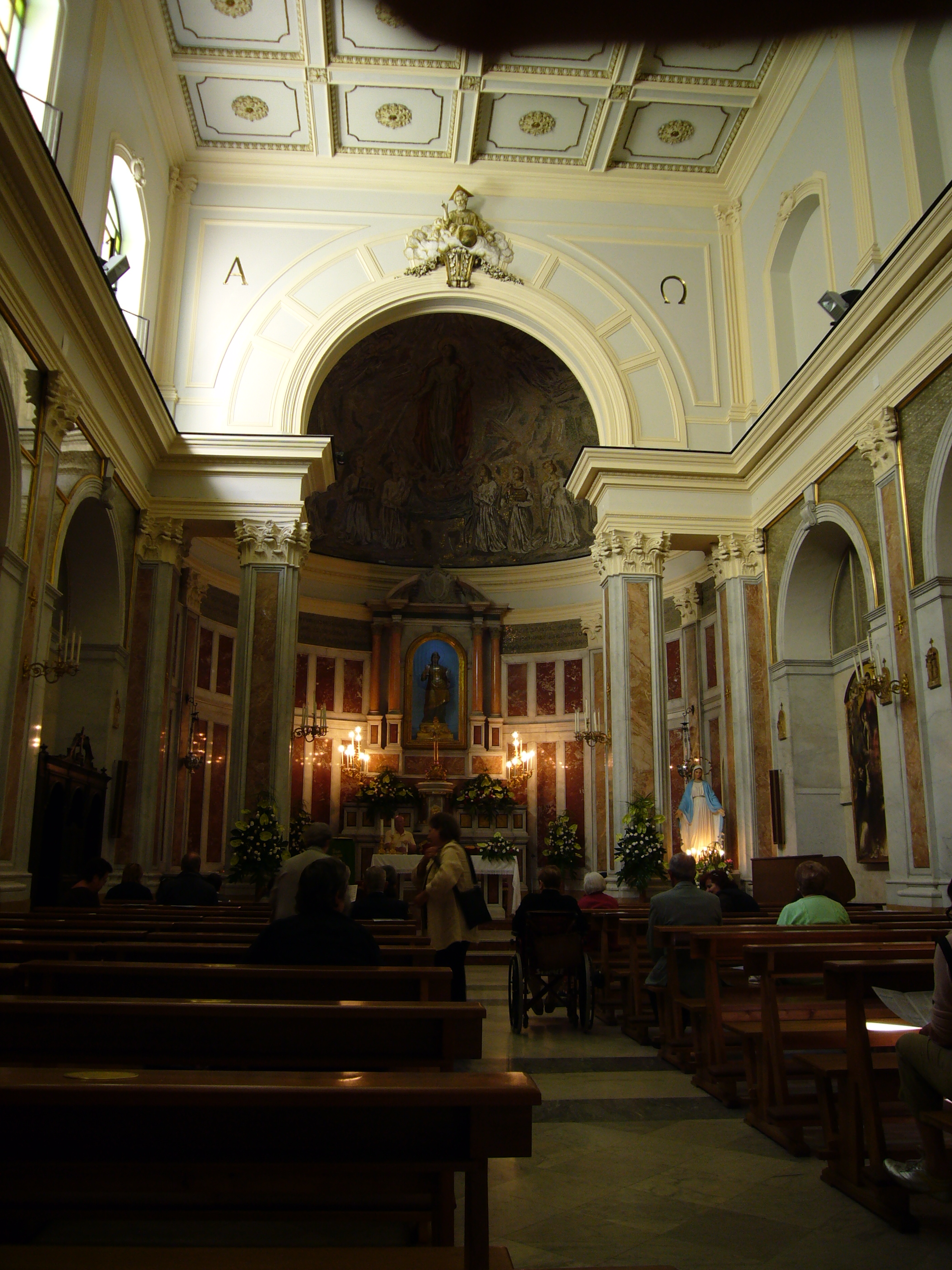
内部

海滨圣路济亚圣殿（Basilica pontificia minore del santuario di Santa Lucia a Mare）是一座罗马天主教宗座圣殿，位于意大利那不勒斯老城的圣路济亚区。20世纪下半叶，升格为供奉圣路济亚的教区朝圣地。在行政上，该堂区属于天主教那不勒斯总教区。 

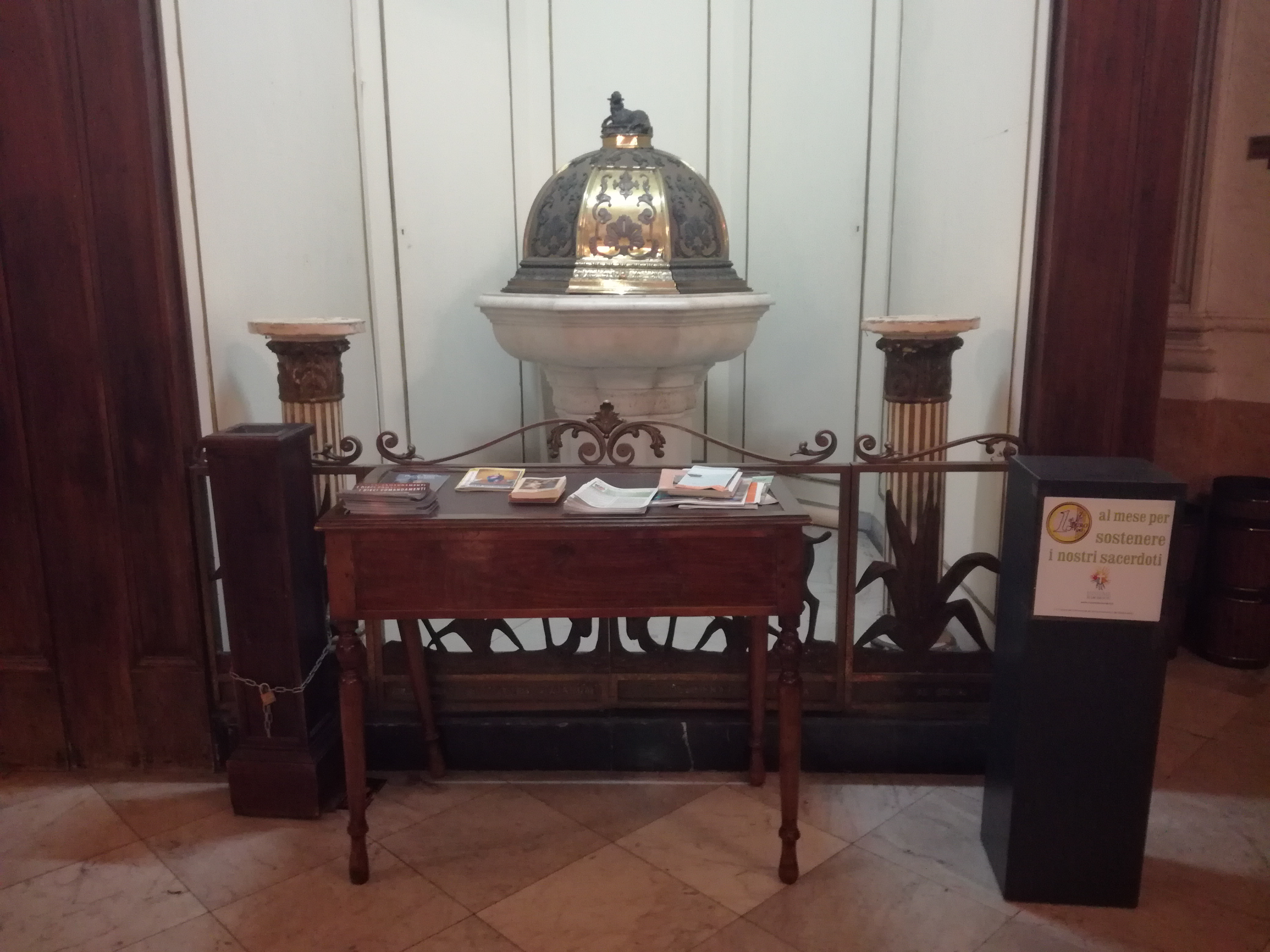
Fonte battesimale medievale
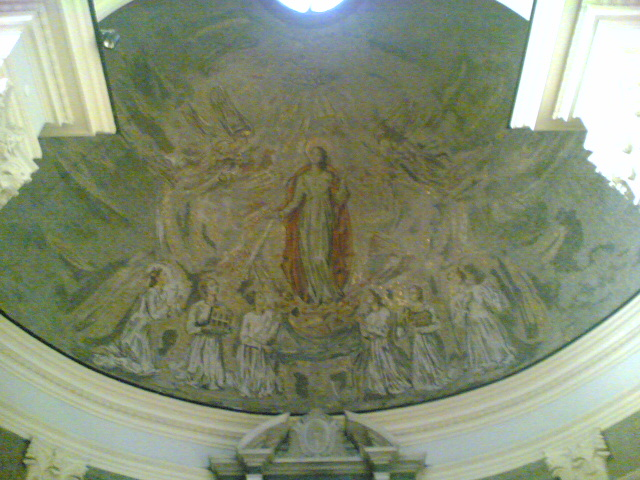
Mosaici